# Stand Up (Dave Matthews Band)
Stand Up è un album della Dave Matthews Band, pubblicato il 10 maggio 2005. Prodotto da Mark Batson.
Quest'album è offerto in vari formati: CD, DualDisc (da un lato CD, dall'altro DVD), e come download in formato digitale dal sito ufficiale della band oppure da iTunes.
È il primo album che la band distribuisce anche su iTunes.
Inoltre Stand Up ha infastidito molti compratori, a causa del digital rights management (DRM) introdotto, e che non permetti il ripping del CD.
Molti fan si sono inoltre lamentati che il CD da loro acquistato non viene riprodotto da tutti i tipi di lettori.

## Tracklist
1. Dreamgirl
2. Old Dirt Hill (Bring That Beat Back)
3. Stand Up (For It)
4. American Baby Intro
5. American Baby
6. Smooth Rider
7. Everybody Wake Up (Our Finest Hour Arrives)
8. Out Of My Hands
9. Hello Again
10. Louisiana Bayou
11. Stolen Away On 55th & 3rd
12. You Might Die Trying
13. Steady As We Go
14. Hunger For The Great Light